# Patrick Waldberg
Patrick Waldberg (* 4. April 1913 in Santa Monica, Kalifornien; † 1. Oktober 1985 in Paris, Frankreich) war ein amerikanischer Kunsthistoriker und Schriftsteller, der mit dem Surrealismus verbunden war und überwiegend in Frankreich lebte.

## Leben und Wirken
Patrick Waldberg kam schon in jungen Jahren nach Paris, wo er studierte und 1932 Mitglieder der Surrealisten wie Georges Bataille, Max Ernst, Yves Tanguy oder Raymond Queneau kennenlernte. 
Von 1935 bis 1937 lebte er in Schweden, anschließend in Kalifornien, und kehrte auf Wunsch von Bataille nach Paris zurück, um an der Zeitschrift und Geheimgesellschaft Acéphale mitzuwirken. Nach Ausbruch des Zweiten Weltkriegs kehrte er 1939 in die Vereinigten Staaten zurück, wo er emigrierte Surrealisten wie André Breton erneut traf. Er nahm als Soldat im November 1942 teil an der Invasion von Algier (Operation Torch) und im Juni 1944 an der der Normandie (Operation Overlord).
Waldberg ließ sich nach dem Krieg erneut in Paris nieder, wo ab 1948 seine ersten kunstkritischen Essays veröffentlicht wurden, beispielsweise im Combat, die sich vornehmlich dem Surrealismus widmeten. Er sammelte Kunstwerke der von ihm bevorzugten und in Monografien beschriebenen Künstler wie de Chirico, Ernst, Masson, Magritte und Tanguy. Sein einziger Roman, La clé de cendre, enthält Illustrationen von Ernst, Masson, Miró und Philippe Labarthe.
Im Jahr 1959 zog sich Waldberg in den südfranzösischen Ort Seillans zurück. In zweiter Ehe hatte er Line Jubelin, eine aus Seillans stammende Frau, geheiratet. 1964 wählten Max Ernst, dessen erste Biografie Waldberg 1958 veröffentlicht hatte, und Ernsts Frau Dorothea Tanning ebenfalls Seillans als Wohnort. 1976 war er Mitbegründer des Verlags Éditions de la différence in Paris.
Patrick Waldberg starb 1985 in Paris und wurde in Seillans begraben. Das nach ihm benannte Museum „Maison Waldberg“ enthält im ersten Stock mehr als 70 der in Seillans geschaffenen Werke von Ernst und Tanning und zeigt Sonderausstellungen. Die umfangreiche Bibliothek Waldbergs ist als Geschenk der Erben in der kommunalen Bibliothek für die Öffentlichkeit zugänglich.
Patrick Waldberg war der erste Ehemann der Bildhauerin Isabelle Waldberg (1911–1990) und Vater des Schriftstellers Michel Waldberg (1940–2012).

## Veröffentlichungen (Auswahl)
- Max Ernst. Pauvert, Paris 1958
- Max Ernst. Bildband, hrsg. von Patrick Waldberg, aus d. Franz. von Günter Pössiger. Schuler, München 1976, ISBN 3-7796-5134-3
- Chemins du surréalisme. La Connaissance, Brüssel 1962
- Le Surréalisme. Skira, Genf 1962
  - dt.: Der Surrealismus, aus d. Franz. von Ruth Henry. DuMont Schauberg, Köln 1965
- René Magritte, Éditions de Rache, Brüssel 1965
- Marino Marini. Tudor publishing, Stockport, Cheshire 1970
- Yves Tanguy. Éditions de Rache, Brüssel 1977, ISBN 2-80150-037-2
- Tanguy, peinture. Éditions l’Autre Musée, Paris 1984 ISBN 2-72910-129-2
- Patrick Waldberg/Isabelle Waldberg: Un amour acéphale: correspondance 1940–1949, hrsg. von Michel Waldberg. Éd. de la Différence, Paris 1992, ISBN 2-7291-0864-5
- La cle de cendre, roman. Éd. de la Différence, Paris 1999, ISBN 2-7291-1240-5

## Sekundärliteratur
- Adam Biro/René Passeron: Dictionnaire général du surréalisme et de ses environs, Office du Livre, Freiburg (Schweiz) und Presses universitaires de France, Paris 1982